# BBC Radio Cymru
BBC Radio Cymru est la radio nationale du Pays de Galles en langue galloise. Basée à Cardiff, avec des studios régionaux à Bangor, Carmarthen et Aberystwyth, elle est diffusée en FM depuis 1977.
Elle est présente sur Internet depuis 2005, on peut l'écouter en direct.